# 皮肯斯縣 (喬治亞州)
皮肯斯縣（英語：Pickens County）是美國喬治亞州西北部的一個縣。面積603平方公里。根据美國2000年人口普查，共有人口22,983人。2005年人口28,442人。縣治傑斯帕（Jasper）。
成立於1853年12月5日。縣名紀念代表南卡羅萊納州的眾議員安德魯·皮肯斯。